# Amantes de luna llena
Amantes de luna llena es una telenovela venezolana escrita por Leonardo Padrón y transmitida por Venevisión en el año 2000. Distribuida internacionalmente por Venevisión International.
Protagonizada por Ruddy Rodríguez y Diego Bertie, y con las participaciones antagónicas de Beatriz Valdés, Jorge Cao y Pablo Martín. Cuenta además con la participación especial de Gianella Neyra.

## Sinopsis
A lo largo de la ciudad de Caracas, la leyenda de un hombre incendia la piel de las mujeres. Cuentan que los ojos de ese hombre logran derrumbar a la más infranqueable de las mujeres, que sus palabras son como música de ángeles, que es un verdadero sabio en el mapa del cuerpo femenino. Algunas lo han vinculado al mítico personaje de Don Juan. Se llama Simón Luna (Diego Bertie), el guía turístico más famoso de la cuenca del Caribe, acostumbrado a llevar turistas a los lugares más exóticos de Venezuela. Un detalle hace la leyenda más perturbadora: al mejor amante de la ciudad, ninguna mujer ha logrado enamorarlo para siempre.
Hasta que un día llega a la ciudad Camila Rigores (Ruddy Rodríguez), una mujer de deslumbrante belleza y arrolladora personalidad, hija de León Rigores (Jorge Cao), dueño del mayor hotel de Caracas. Camila vuelve a Venezuela con la misión de hacerse cargo del gran hotel y reactivar la industria del turismo a lo largo del país. 
Sin embargo, una tragedia inesperada ocurre: Isabel Rigores (Gianella Neyra), la hermana menor de Camila, se quita la vida por una pena de amor. Camila decide vengar el inesperado suicidio de su hermana y da caza al hombre que la enamoró, que no es otro que Simón Luna. Así, Camila elabora un plan maestro: al gran conquistador de mujeres hay que atraerlo con un señuelo, ¿y quién mejor que ella misma? 
Simón Luna se verá sorprendido por la mágica aparición de Camila en uno de los lugares más imponentes de la naturaleza. Ella lo convertirá en su socio, lo retará a conquistarla, le planteará la más inusitada de las apuestas y comenzará su silencioso duelo a muerte con él. Simón, sin sospechar siquiera que es la hermana de Isabel, cuya trágica desaparición desconoce, se deslumbra por la belleza de Camila y acepta el reto de enamorarla en un lapso estipulado.
Esto significará la ruina para uno de los dos, ya que ambos apuestan todos sus bienes en el reto. La situación es descabellada, pero para Simón Luna es un reto imposible de rechazar. Ese será el principio del fin; a partir del día siguiente, Simón Luna tratará de seducir a la mujer más difícil del mundo, y ella tratará de montarle una emboscada letal. Entonces, la vida de ambos cambiará estrepitosamente para siempre.
Sin embargo, esta historia no sólo se ocupa de este memorable duelo, porque en el hotel EuroPlaza, mundo de la familia Rigores, van a suceder la mayor cantidad de historias de amor y desencuentro que recuerde esta picaresca ciudad. La vida de los huéspedes y la de los propios empleados generará un atractivo caleidoscopio de historias, hombres poderosos, mujeres emancipadas, parejas al borde del adiós, solteras desesperadas, amigos traidores, vírgenes en busca de su primera noche, amores clandestinos, callejeras seduciendo a ejecutivos, galanes sin destreza, abuelas desalmadas y nietas exuberantes. 
En fin, el catálogo inmenso y variopinto del amor en pleno año 2000. Todas las clases sociales en un mismo hotel, cruzándose y amándose, odiándose, y deseándose. Juntos el pobre y el caviar, juntos la sonrisa y la desdicha, juntos los que quieren amarse y no pueden, los que deben y no saben cómo. Todo como si fuera un gran concurso donde ganará la mejor historia de amor posible.

## Elenco
- Ruddy Rodríguez - Camila Rigores
- Diego Bertie - Simón Luna
- Astrid Carolina Herrera -  Perla Mujíca "La Perla"
- Carlos Mata - Alejandro Linares
- Gaby Espino - Abril Cárdenas
- Juan Carlos Vivas - "El Siete"
- Nohely Arteaga - Micaela Lugo
- Rosalinda Serfaty - Valentina de Linares
- Daniel Alvarado - Antonio "Tony" Calcaño
- Fabiola Colmenares - María Celeste Crespo de Sucre "La Vikinga"
- Pablo Martín - Rubén Sucre
- Aroldo Betancourt - Facundo Montoya
- Milena Santander - Tatiana "Tata" de Calcaño
- Haydée Balza - Rosa "Rosita" Mujica
- Roberto Lamarca - Pablo Troconis
- Lourdes Valera - Guadalupe "Lupita" Madera
- Kiara - Lorena Santamaría
- Beatriz Valdés - Sol de Rigores
- Jorge Cao - León Rigores
- Ana Karina Manco - Chocolate
- Yanis Chimaras - Luis "Lucho" Cárdenas
- Elisa Escámez - Custodia Calcaño
- Carlota Sosa - Renata de Cárdenas
- Johanna Morales - Ximena Brito
- Adolfo Cubas - Macedonio Borges
- Elaiza Gil - Rebeca
- Luis Gerónimo Abreu - Cristóbal Caballero
- Fernando Villate - Juan Chiquito
- Eva Moreno - Cruz María Aristizábal
- Isabel Moreno - Angustia Viloria
- Francisco Ferrari - Hipólito Linares
- Beatriz Vázquez - Meche Peralta
- Javier Valcárcel - "Kico"
- Carmen Manrique - Maruja Escobar
- Isabel Herrera - Trinidad Martínez
- Andreína Yépez - Tobago
- Samantha Suárez - Carolina Linares
- Christina Dieckmann - Bárbara Aristizábal
- María Antonieta Duque - Angélica
- Gianella Neyra - Isabel Rigores
- Marjorie de Sousa -  Mayra Robledo
- Elba Escobar - Lucrecia Rigores
- Caridad Canelón - Juana Mayo
- José Torres - Jacinto Colmenares
- Henry Galué - Efrain
- Rafael Romero - Atracador
- Jorge Reyes - Javier Arismendi
- María Conchita Alonso - Ella misma
- Viviana Gibelli - Pamela
- Niurka Acevedo -
- Vicente Tepedino -
- Jon Secada -  Él mismo
- Adnan Taletovich - Él mismo
- Luis Fonsi - Él mismo
- José Vieira - Rojitas
- Sheryl Rubio- Niña
- Kelybel Sivira- Niña
- Kassandra Tepper -Clienta Hotel
- Victor Hernández -Sergio
- Jose Luis Zuleta - Bustamante
- Alexis Escamez - Dueño Bomba Gasolina
- Carmelo Lapira -
- Riczabeth Sobalvarro -Clienta taxi Lucho
- Juan Frankis -
- Guillermo Suárez -
- José Ángel Avila -
- Jessi Gravano -

## Producción
- Historia Original: Leonardo Padrón
- Libretos: Doris Seguí, Indira Páez, Mariana Reyes
- Dirección de Exteriores: Luis Villegas
- Musicalización: Luis Román
- Jefe de vestuario: José Luis Meleán

## Parodias
- Levantes de muna llena de Cheverisimo
- Mamantes de Puna Llena de XHGC Fabrica de Comedias

- Datos: Q5671782